# Mochós
Mochós, en grec moderne : Μοχός, est un village du dème de Chersónissos, dans le district régional de Héraklion, de la Crète, en Grèce. Selon le recensement de 2011, la population de Mochós compte 825 habitants. Il est situé à une distance de 45,8 km de Héraklion.